# 竹内昭
竹内 昭（たけうち あきら、1960年12月19日 - ）は、日本のアニメーター、メカニックデザイナー。大阪府出身。

## 略歴・人物
地元・大阪のデザイン専門学校（大阪デザイナー学院、現：大阪デザイナー専門学校）を卒業後に上京し、土田プロダクションに入社。『おじゃまんが山田くん』『レインボーマン』『ゲームセンターあらし』などで動画マンを務めた後、原画マンになり『さすがの猿飛』『キャプテン翼』『ハイスクール!奇面組』などの原画を手掛けた。『〜あらし』『猿飛』では、メカニックデザインも手掛けている。
2012年頃よりクレジットを竹内アキラにするが、時々竹内昭でクレジットされる時もある。一部作品では、竹内あきら名義でクレジットされている。同名で武内啓（武内あきら）というアニメーターがいるが、両者に関連はない。
プライベートでは、ジープと鉄道、中でもトロッコ軌道をこよなく愛し、特に森林鉄道を得意とする。ジープJ-3R改J54Aを所有しており、クラシックカーイベントやジープのイベントによく参加している。ジープを駆り、日本中のトロッコ廃線跡を調査している。
インドネシア、中国、台湾、ミャンマー、インドなど海外のトロッコ軌道撮影にも出かける。特にインドネシアは何度も訪れている。専門学校学生時代に訪れた南大東島のサトウキビ運搬鉄道の記録は、本にまとめて出版されている。他に写真記録も乏しいため、大変貴重な資料となっている。

## 主な参加作品

### テレビアニメ
1982年
- さすがの猿飛（1982年 - 1984年、メカ設定・原画）
- ゲームセンターあらし（動画、メカニックデザイン）

1983年
- キャプテン翼（1983年 - 1986年、原画）

1984年
- あした天気になあれ（1984年 - 1985年、原画）

1985年
- ハイスクール!奇面組（1985年 - 1987年、原画）

1989年
- らんま1/2 熱闘編（1989年 - 1992年、原画）

1990年
- 楽しいムーミン一家（1990年 - 1991年、原画）

1992年
- ヤダモン（1992年 - 1993年、作画監督）

1993年
- 剣勇伝説YAIBA（1993年 - 1994年、作画監督）

1994年
- 魔法騎士レイアース（1994年 - 1995年、作画監督）

1995年
- ふしぎ遊戯（1995年 - 1996年、原画）

1997年
- 少女革命ウテナ（作画監督）
- マッハGoGoGo（第2作、メカ作監）

1998年
- 遊☆戯☆王（作画監督）
- アキハバラ電脳組（作画監督）

1999年
- サイボーグクロちゃん（1999年 - 2001年、作画監督・原画）

2001年
- ドッとKONIちゃん（作画監督）
- ポケットモンスタークリスタル ライコウ雷の伝説（原画）

2002年
- ちっちゃな雪使いシュガー（作画監督）
- 最終兵器彼女（原画）
- キン肉マンII世 second generations（作画監督）

2003年
- 円盤皇女ワるきゅーレ 十二月の夜想曲（作画監督）

2004年
- ケロロ軍曹（2004年 - 2011年、原画・作画監督）
- 吟遊黙示録マイネリーベ（原画）

2005年
- ビューティフル ジョー（作画監督）
- SoltyRei（2005年 - 2006年、作画監督）

2006年
- 陰からマモル!（作画監督）
- アイシールド21（作画監督）
- ガラスの艦隊（作画監督）
- 貧乏姉妹物語（作画監督）

2007年
- 鉄子の旅（作画監督）
- NARUTO -ナルト- 疾風伝（2007年 - 2017年、原画）

2008年
- 絶対可憐チルドレン（2008年 - 2009年、原画）
- 狂乱家族日記（原画）※竹内あきら名義
- ソウルイーター（原画）
- 遊☆戯☆王5D's（2008年 - 2011年、作画監督）

2009年
- アキカン!（作画監督）
- 鋼の錬金術師 FULLMETAL ALCHEMIST（2009年 - 2010年、原画）
- テガミバチ（2009年 - 2010年、原画）

2010年
- 迷い猫オーバーラン!（原画）
- ぬらりひょんの孫（原画）

2011年
- 神様のメモ帳（作画監督）
- マケン姫っ!（原画）
- プリティーリズム・オーロラドリーム（原画）

2012年
- 超訳百人一首 うた恋い。（原画）
- エリアの騎士（原画）
- 銀河へキックオフ!!（原画）
- 探検ドリランド（作画監督・原画）※竹内アキラ名義
- だから僕は、Hができない。（作画監督・原画）※竹内アキラ名義
- はぐれ勇者の鬼畜美学（作画監督）※竹内アキラ名義
- 名探偵コナン（原画）※竹内アキラ名義
- ジョジョの奇妙な冒険（2012年 - 2013年、原画）※竹内アキラ名義

2013年
- まおゆう魔王勇者（作画監督）※竹内アキラ名義
- GJ部（原画）
- AKB0048 next stage（原画）※竹内アキラ名義
- 探検ドリランド -1000年の真宝-（作画監督）※竹内アキラ名義
- 進撃の巨人（作画監督）
- ふたりはミルキィホームズ（作画監督）※竹内アキラ名義
- サーバント×サービス（原画）
- 神のみぞ知るセカイ 女神篇（原画）
- 聖闘士星矢Ω 新生聖衣編（原画）

2014年
- アイカツ!（作画監督、原画）
- カードファイト!! ヴァンガード リンクジョーカー編（作画監督）
- 蟲師 続章（作画監督補佐・原画）※竹内アキラ名義
- ドラえもん（作画監督）※竹内アキラ名義
- さばげぶっ!（作画監督）※竹内アキラ名義
- モモキュンソード（作画監督、原画）
- 幕末Rock（作画監督）※竹内アキラ名義

2015年
- 夜ノヤッターマン（作画監督）
- がっこうぐらし!（作画監督）
- 学戦都市アスタリスク（作画監督）※竹内アキラ名義

2016年
- 闇芝居（作画）※竹内アキラ名義
- アクティヴレイド -機動強襲室第八係-（作画監督）※竹内アキラ名義
- 初恋モンスター（作画監督補佐）

2017年
- フューチャーカード バディファイトX（作画監督・原画）※竹内アキラ名義
- パズドラクロス（作画監督）※竹内アキラ名義
- はじめてのギャル（作画監督）
- カードファイト!! ヴァンガードG Z（原画）

2018年
- デュエル・マスターズ（作画監督）
- サンリオ男子（作画監督）
- 百錬の覇王と聖約の戦乙女（作画監督）
- カードファイト!! ヴァンガード（2018年 - 2019年、作画監督）※竹内アキラ名義
- 俺が好きなのは妹だけど妹じゃない（作画監督）
- フューチャーカード 神バディファイト（原画）

2019年
- 群青のマグメル（作画監督）※竹内アキラ名義
- 魔王様、リトライ!（作画監督）

2020年
- ピーター・グリルと賢者の時間（作画監督）
- カードファイト!! ヴァンガード外伝 イフ-if-（原画）※竹内アキラ名義

2021年
- スーパーカブ（作画監督）
- デジモンアドベンチャー:（作画監督）
- 新幹線変形ロボ シンカリオンZ（作画監督・原画・鉄道監修）※竹内アキラ名義

2022年
- キングダム（作画監督）
- ベイブレードバースト･クァッド･ストライク（作画監督）
- うる星やつら（2022年版）（2022年 - 2024年、作画監督・原画）※竹内アキラ名義

2023年
- 氷属性男子とクールな同僚女子（作画監督・原画）※竹内アキラ名義
- イジらないで、長瀞さん 2nd Attack（作画監督）
- 事情を知らない転校生がグイグイくる。（作画監督・原画）※竹内アキラ名義
- パズドラ（作画監督）
- BEYBLADE X（2023年 - 2025年、作画監督）

2024年
- 終末トレインどこへいく?（作画監督）
- モブから始まる探索英雄譚（作画監督）
- 妻、小学生になる。（作画監督）

2025年
- アオのハコ（作画監督）※竹内アキラ名義

### 劇場アニメ
- シャム猫 -ファーストミッション-（2001年、メカ作画監督）
- 劇場版ポケットモンスター ダイヤモンド&パール 幻影の覇者 ゾロアーク（2010年、原画）
- 劇場版イナズマイレブン 最強軍団オーガ襲来（2010年、原画）
- 劇場版イナズマイレブンGO 究極の絆 グリフォン（2011年、原画）
- デジモンアドベンチャー tri. 第4章「喪失」（2017年、作画監督・原画）※竹内アキラ名義

### OVA
- ウォナビーズ（1986年、原画）
- コスモス・ピンクショック（1986年、原画）
- 魔龍戦紀（1987年-1989年、原画）
- エクスプローラーウーマン・レイ（1989年、原画）
- A.D.POLICE（1990年、原画）
- 卒業 〜Graduation〜（1995年、原画）
- 紺碧の艦隊（1997年、メカ作画監督）
- ファーストKiss☆物語 〜Kissからはじまる物語〜（2000年、原画）
- きらめき☆プロジェクト（2005年、原画）
- MURDER PRINCESS（2007年、原画）
- 名探偵コナン MAGIC FILE2 工藤新一 謎の壁と黒ラブ事件（2008年、作画監督）